# Rinorea leiophylla
Rinorea leiophylla är en violväxtart som beskrevs av M. Brandt. Rinorea leiophylla ingår i släktet Rinorea och familjen violväxter. Inga underarter finns listade i Catalogue of Life.